# 폴란드계 리투아니아인
폴란드계 리투아니아인(리투아니아어: Lietuvos lenkai; 폴란드어: Polacy na Litwie)은 리투아니아에 거주하는 폴란드인 또는 폴란드계 후손들이다. 2021년 리투아니아 인구 조사에서 리투아니아 전체 인구의 6.5%인 183,000명으로 추정되는 리투아니아의 폴란드인들은 이 나라에서 가장 큰 소수 민족이다.
폴란드-리투아니아 연합 기간 동안 리투아니아 대공국에 폴란드인이 유입되었고 엘리트 계층과 상류층의 점진적인 폴로니제이션이 있었다. 1795년 폴란드-리투아니아 말기에, 리투아니아의 거의 모든 귀족, 성직자, 마을 사람들은 여전히 리투아니아 정체성을 유지하면서 폴란드어를 말하고 폴란드 문화를 채택했다. 19세기에, 폴란드화의 과정은 리투아니아와 벨라루스 농민들에게도 영향을 미쳤고, 다우가프필스와 빌뉴스를 포함한 폴란드 인구로 길게 뻗은 땅을 형성했다. 리투아니아 민족 운동의 발흥은 두 집단 사이의 갈등으로 이어졌다. 제1차 세계 대전과 두 국가의 재탄생에 이어 폴란드-리투아니아 전쟁이 일어났고, 빌뉴스와 인근 지역이 주요 관심사였다. 그 여파로 리투아니아 땅에 사는 폴란드 인구의 대다수는 폴란드 국경 안에 있다는 것을 알게 되었다. 그러나, 전쟁 사이의 리투아니아는 여전히 폴란드 소수 민족을 많이 보유하고 있었다. 제2차 세계 대전 동안, 폴란드 국민들은 소련과 나치 독일에 의해 박해를 받았다. 제2차 세계 대전 이후 소련이 양국에 권력을 행사하고 폴란드 인구의 상당 부분, 특히 가장 교육을 잘 받은 사람들이 리투아니아 소비에트 사회주의 공화국에서 폴란드 인민공화국으로 강제 이양되면서 국경은 변경되었고 영토 분쟁은 진압되었다. 동시에, 상당한 수의 폴란드인들이 인근 지역인 벨로루시 소비에트 사회주의 공화국에서 빌뉴스와 빌뉴스 지역으로 이주했다. 리투아니아가 독립을 되찾은 후, 1990년대에 리투아니아에서 폴란드 소수 민족에 대한 차별 주장으로 리투아니아-폴란드 관계가 긴장되었다.
현재 폴란드 인구는 빌뉴스 지역, 주로 빌뉴스구와 샬치닝카이구에 집결되어 있다. 빌뉴스 도시에만 리투아니아 수도 인구의 약 15%를 차지하는 85,000명 이상의 폴란드인이 있다. 리투아니아에 있는 대부분의 폴란드인들은 로마 가톨릭교도이고 폴란드어를 사용하지만, 그들 중 소수만이 러시아어나 리투아니아어를 모국어로 사용한다.

## 통계

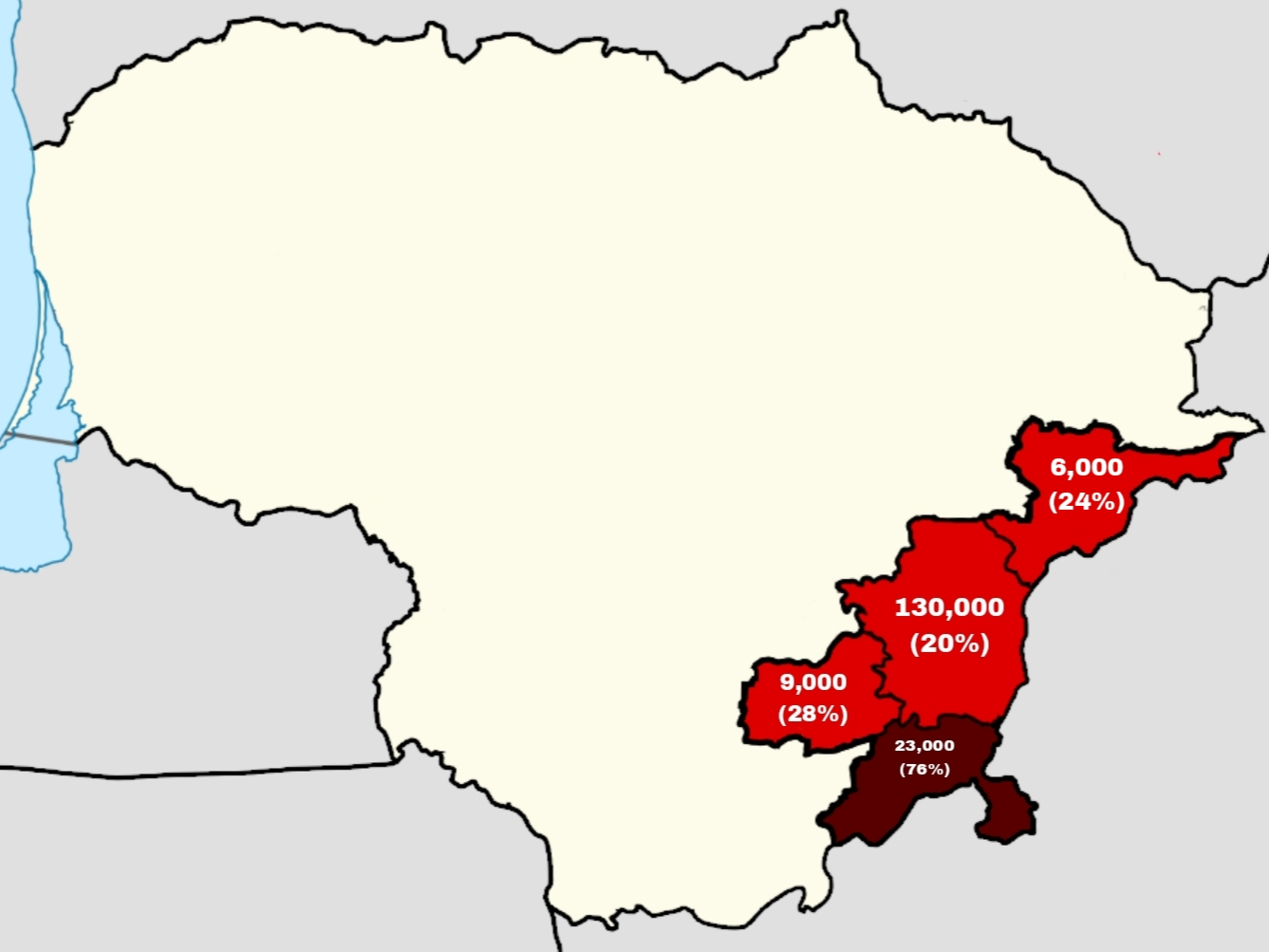
폴란드 소수 민족이 전체 인구의 15%를 넘는 리투아니아 자치체 (2011년 기준)

2021년 리투아니아 인구 조사에 따르면 폴란드계 리투아니아인은 183,421명으로 리투아니아 인구의 6.5%를 차지한다. 현대 리투아니아에서 가장 큰 소수 민족이며, 러시아 소수 민족 다음으로 큰 소수 민족이다. 폴란드인들은 빌뉴스 지역에 집중되어 있다. 폴란드인은 빌뉴스 현(현 인구의 21%인 170,919명)에 거주하며, 리투아니아 수도 빌뉴스에는 도시 인구의 15.4%인 85,438명의 폴란드인이 거주한다. 특히 폴란드 전체 인구의 46%가 빌뉴스구와 76%가 샬치닝카이구에 거주한다.

### 언어
리투아니아에 거주하는 폴란드인 234,989명 중 187,918명 (80.0%)이 폴란드어를 모국어로 여긴다. 폴란드인 2만 2,439명(9.5%)이 제1언어로 러시아어를 쓰는 반면 리투아니아어를 쓰는 사람은 1만 7,233명(7.3%)이고 폴란드인 6,279명(2.7%)이 제1언어로 표기하지 않았다. 나머지 0.5%는 다양한 다른 언어를 구사한다. 폴란드어 방언은 폴란드어 방언으로 분류된다. 빌뉴스의 남쪽 지역에 사는 폴란드인들은 대부분 벨라루스어로 "단순한 말씨"라고 불리며, 리투아니아어와 폴란드어의 기질적인 유물들을 많이 포함하고 있다.

## 교육
1980년 기준으로 폴란드계 리투아니아인의 약 20%가 학교에서 가르치는 언어로 폴란드어를 선택했다. 같은 해 폴란드 농촌의 약 60~70%가 폴란드어를 선택했다. 그러나 폴란드 인구가 대다수인 도시에서도 폴란드어 교육의 비중은 폴란드인의 비율에 미치지 못했다. 역사적으로 폴란드인들은 러시아화를 강하게 반대하는 경향이 있었지만, 러시아어 교육을 선택한 가장 중요한 이유 중 하나는 소련에 폴란드어 대학과 대학교 학습의 부재였다. 폴란드의 국경 2007년에 비아위스토크 대학교의 첫 번째 작은 분교가 빌뉴스에 문을 열었다. 1980년에는 16,400명의 학생이 폴란드어로 교육을 받았다. 그들의 수는 1990년에 11,400명으로 감소했다. 1990년과 2001년 사이에 독립 리투아니아에서 폴란드어를 가르치는 학교에 다니는 폴란드인 모국어 아동의 수는 22,300명으로 두 배가 넘었고, 2005년에는 18,392명으로 점차 줄어들었다. 2003년 9월에는 75개의 폴란드어 일반 교육 학교와 52개의 폴란드어 교육 학교가 있었다(예: 리투아니아어-폴란드어, 리투아니아어-러시아어-폴란드어) 이 수치는 2011년에 49개, 41개로 감소했는데, 이는 리투아니아의 학교 수가 전반적으로 감소했음을 반영한다. 폴란드 정부는 2015년 폴란드어 교육에 대해 우려했다.

## 같이 보기
- 크레시